# Le Journal de Knud Rasmussen
Pour plus de détails, voir Fiche technique et Distribution.
Le Journal de Knud Rasmussen (The Journals of Knud Rasmussen) est un film nunavois réalisé en 2006 par Zacharias Kunuk et Norman Cohn, sorti au cinéma sur le territoire canadien du Nunavut.

## Fiche technique
- Titre : Le Journal de Knud Rasmussen
- Titre ogiinal : The Journals of Knud Rasmussen
- Réalisation : Norman Cohn et Zacharias Kunuk
- Scénario : Eugene Ipkarnak, Madeline Ivalu, Herve Paniaq, Pauloosie Qulitalik, Lucy Tulugarjuk, Abraham Ulayuruluk et Louis Uttak
- Photographie : Norman Cohn
- Montage : Cathrine Ambus, Norman Cohn et Félix Lajeunesse
- Production : Norman Cohn, Zacharias Kunuk, Elise Lund Larsen et Vibeke Vogel
- Société de production : Igloolik Isuma Productions, Kunuk Cohn Productions, Barok Film, Téléfilm Canada, Danmarks Radio et Nunavut Independent TV Network
- Pays :  Canada,  Danemark et  Nunavut
- Genre : Drame
- Durée : 112 minutes
- Dates de sortie : 
  -  Danemark : 10 novembre 2006

## Distribution
- Pakak Innuksuk : Aua
- Leah Angutimarik : Apak
- Neeve Irngaut : Orulu
- Natar Ungalaaq : Nuqallaq
- Samueli Ammaq : Umik
- Peter-Henry Arnatsiaq : Natar
- Catherine Alaralak : Kigutikaajuk
- Abraham Ulayuruluk : Evaluarjuk
- Jens Jørn Spottag : Knud Rasmussen
- Kim Bodnia : Peter Freuchen
- Jakob Cedergren : Therkel Mathiassen
- Tommy Uttak : Taparte
- Apayata Kotierk : Anguillianuk
- Cora Akkitirq : esprit
- Racheal Uyarasuk : esprit
- Larry Kangok : esprit
- Eugene Ipkarnak : esprit
- Nancy Agilirq : Aligiuk
- Atuat Akkitirq : Kookoo
- Bonnie Ammaq : Kunu
- Hayley-June Ammaq : Sirluk
- Isa Ammaq : Uyarak
- Lucas Jo Ammaq : Qajajuat
- Micheline Ammaq : Shoofly
- Todd King Ammaq : Nasook
- Wilma Ammaq : Ikalijuk
- Jackie Ammarualik : Arnaujaq
- Donna Jean Angilirq : Nattikutuq
- Robin Angilirq : la fille d'Aligiuk
- Dominic Angutimarik : Angutimarik
- Eulalie Angutimarik : Takurnaq
- Tapia Apak : Uriutuq
- John Arnatsiaq : Palluq
- Laurent Arnatsiaq : Ittuksarjuak
- Sheba Awa : Pakak
- Uluriaq Awa : Apia
- Qillaq Danielsen : Bosun
- Sofie Danielsen : Arnarulunguaq
- Jocelyne Immaroitok : Attagutiaq
- Susan Iqituq : Angurasaq
- Madeline Ivalu : Nuaha
- Paul-Dylan Ivalu : Paumik
- Anastasio Kadluk : Aatitaq
- Carol Kunnuk : Sarpinaq
- Kirt Paul Kunnuk : Attarjuat
- Louise Kunnuk : Qatturanuk
- Josh Kunuk : Qattalik
- Kylie Kunuk : Paingut
- Lou Paula Kunuk
- Rhoda Kunuk : Taututiaq
- Pierre Lebeau : G. W. Clevland
- Ludger Makkik : Johnny Qidlak
- Elizabeth Nutarakittuq : Natiq
- Eric Nutarariaq : Ijjangiaq
- Chris Panimera : le fantôme d'Amarualik
- Piluaitsoq Petersen : Miteq
- Juaanna Platou : Argioq
- Denis Qaunaq : Alulu
- Natan Qrunnut : Taqtaq
- Stephen Qrunnut : Qulitalik
- Natasha Quassa : Ataguttaaluk
- Pauloosie Qulitalik : Harry Tasiuq
- Reena Qulitalik
- Ben Satuqsi : Kirpanik
- Cheryl Satuqsi : Tunga
- Jacintha Satuqsi : Kukilisaq
- Lucy Tulugarjuk : Nuvvija
- Jeela Ullulijarnat : Nutararjuk
- Sidonie Ungalaaq : Piujuk
- Alex Uttak : Kublu
- Levi Uttak : Uttak
- Solomon Uyarasuk : Taqaugaq